# Carlos de Vargas y Cerveto
Carlos de Vargas y Cerveto (Ceuta, 1797 – Madrid, 10 d'octubre de 1876) fou un militar espanyol.
Descendent d'una il·lustre família, durant el regnat de Ferran VII ingressà a la guàrdia reial, servint després al cos d'estat major a les ordres del general comte de Casa Eguia, sent el 1830 amb la creu de Sant Joan. Al morir Ferran VII, sol·licità la seva llicència absoluta, sent comandant, i anà a posar-se a les ordes de Zumalacarregui, el qual el destinà al seu propi quarter general.
Assistí als combats d'Heredia, Osca, Alsasua, Muez, Olozagoitia, Artazu, Larrión, Viana, Etxarri-Aranatz, Arrieta, Alegria, Doña Maria, Peñas de San Fausto, Ormaiztegui, Orviso, Los Arcos, Zelandieta, Arroniz, Torre Galindo, Amézcoa, Deskarga, Treviño, Villafranca, Tolosa, Bergara i Ochandiano, arribant a coronel per mèrits de guerra i guanyant la llorejada de Sant Ferran per la ferida que rebé defensant el pont de Larraga, on fou dat per mort.
Una vegada restablert, fou encarregat del comandament de l'estat major de la 3a Divisió del Nord, que comandava el comte d'Eguia, distingint-se en el setge i presa de les places de Getaria i Lekeitio, en els combats d'Arlabán i en l'acció de Berrón. També guanyà l'acció d'Amezagaña, on un casot de granada el ferí al cap. Després fou cap d'estat major de Guipúscoa, derrotant el general Sarsfield al poble de Sarasa. Fou ferit de nou a Antandegui i Oriamendi, i derrotà el general O'Donnell a Andoain, mentre després Vargas era ferit de nou a Urnieta.
El 1838 fou arrestat a Mondragón, on restà reclòs nou mesos, fins que Carles expedí el 1839 un decret en què declarava la seva fidelitat i la seva valerosa abnegació. Exercint Vargas la Comandància general de Guipúscoa, fou encarregat de destituir i prendre al general Maroto, acusat de connivència amb l'enemic, però sort disposà que fos el mateix Vargas que caigués presoner de Maroto fins després del Conveni de Bergara.
Deu anys va romandre Vargas a França, en qualitat d'emigrat, fins que s'adherí a l'ampla amnistia que concedí Isabel II a tots els caps carlistes. Llavors Vargas fou destinat a Cuba, on serví fins al 1860, mereixent la gran creu Sant Hermenegild, i el 1861 fou destinat a la campanya de Puerto Rico amb el càrrec de segon cap de l'expedició militar espanyola. Va estar en les accions de Sabaneta, Santiago de los Caballeros, Montecristi, Cibao, Puerto Plata i Altamira aconseguint el 1862 la faixa de mariscal de camp i la gran creu de Carles III.
El 23 d'octubre fou de 1863 fou nomenat capità general de Santo Domingo, reconquistant per Espanya la província d'Azúa. El 30 de març de 1864 cessà en el comandament de Santo Domingo, i l'any següent les tropes espanyoles evacuaren definitivament aquella illa.
El 1867, ocupant el poder González Bravo, fou nomenat capità general de les Províncies vascongades, on s'esforçà a evitar la Revolució de 1868, i després de la batalla del Pont d'Alcolea encara intentà retornar al tron a Isabel, el que en veure-ho impossible, acompanyà fins a la frontera emigrant amb ella a França. Allí, després de l'abdicació d'Isabel II, Vargas oferí la seva espasa Carles de Borbó, que havia alçat la senyera de la monarquia tradicional.
A Madrid organitzà el Centre Carlista Militar, en el que hi figurava el comte de Belaskoain i els generals Arjona, Plana, Mogrovejo i Marco, el contra-almirall Viñalet i l'intendent Togores treballant tots en la preparació de l'última campanya carlista. Les xacres, ferides i l'avançada edat de Vargas no li consentiren sortir de nou en campanya, morint a Madrid la data indicada.